# 音楽をどうぞ
『音楽をどうぞ』（おんがくを どうぞ）は、1956年11月15日から1965年12月26日までNHKテレビ → NHK総合テレビで放送されていた音楽番組である。当初はモノクロ放送だったが、1964年11月1日にカラー化された。

## 概要
クラシック音楽を主に紹介していた番組。他にシャンソン、ミュージカル、カンツォーネ、オペラ、世界民謡なども取り上げていた。

## 放送時間
いずれも日本標準時。
- 木曜 12:15 - 12:35 （1956年11月15日 - 1957年10月31日）
- 金曜 12:15 - 12:35 （1957年11月8日 - 1959年4月3日）
- 金曜 12:15 - 12:40 （1959年4月17日 - 1963年3月29日） - 放送枠が5分拡大。
- 日曜 10:00 - 10:30 （1963年4月7日 - 1964年10月4日） - 移動とともに放送枠が5分拡大。
- 日曜 17:45 - 18:10 （1964年11月1日 - 1965年12月26日） - ここからカラー放送となり[1]、移動とともに放送枠が5分縮小。

## 出演者
- 立川澄人（1957年1月17日 - 1965年10月3日）[2] - 司会。
- クール・アベイユ（1960年10月14日 - 1965年12月26日）[3]